# 種徳寺 (知多市)
種徳寺（しゅとくじ）は、愛知県知多市岡田海渡56-1にある臨済宗妙心寺派の寺院。種徳禅寺（しゅとくぜんじ）とも呼ばれる。山号は願王山。本尊は観世音菩薩。

## 歴史
応永8年（1401年）に伝海和尚により創建されたとされることもある。大永元年（1521年）、實通祖秀を開基として創建された。もとは曹洞宗だった。同じく岡田村にある慈雲寺の末寺であり、種徳庵と称していた。
1941年（昭和16年）、種徳庵から種徳寺に改称した。

## 境内
- 本堂
- 鎮守堂
- 観音堂
- 地蔵堂 - 薬師如来を祀っている。旧暦の10月8日と10月12日には薬師祭が行われる[2]。